# Горнє Лазе
Горнє Лазе (словен. Gornje Laze) — поселення в общині Семич, регіон Південно-Східна Словенія, Словенія.